# Solvalla

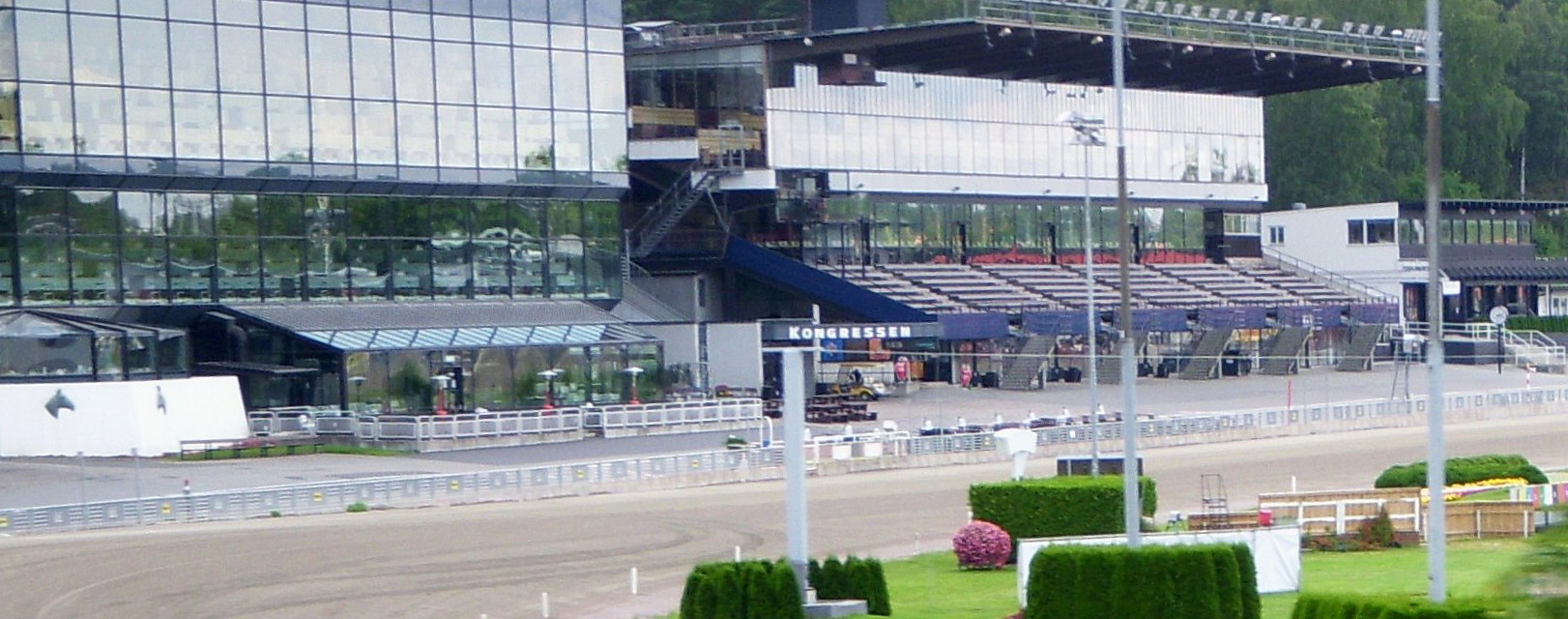
Solvalla Trabrennbahn

Solvalla ist die wichtigste Trabrennbahn in Schweden. Sie liegt im Ortsteil Bällsta des Stockholmer Stadtbezirks Bromma, etwa 10 km außerhalb von Stockholms Zentrum.
Das wichtigste Rennen ist der „Elitloppet“, der jedes Jahr am letzten Wochenende im Mai gelaufen wird und zu dem die besten Traber aus aller Welt kommen.